# RIPE NCC

Карта Регіональних інтернет-реєстраторів

Réseaux IP Européens Network Coordination Centre (RIPE NCC) є регіональною реєстратурою Інтернет (RIR) для Європи, Близького Сходу і частини Центральної Азії. Головний офіс знаходиться в Амстердамі.
RIR контролює розподіл і реєстрацію Інтернет-ресурсів (адреси IPv4, IPv6 і номери автономних систем) в конкретному регіоні.
RIPE NCC підтримує технічну і адміністративну координацію інфраструктури Інтернету. Це некомерційна членська організація з більш ніж 20 000 (за станом на січень 2024 року) членів, розташованих у більш ніж 76 країнах.
Будь-яка людина або організація може стати членом RIPE NCC. Членство в основному складається з провайдерів Інтернет-послуг (ISP), телекомунікаційних організацій, освітніх установ, урядів, регулюючих органів і великих корпорацій.

## Історія
RIPE NCC почав свою діяльність у квітні 1992 року в Амстердамі, Нідерланди. Початкове фінансування було забезпечено членами академічних мереж Réseaux Associés pour la Recherche Européenne (RARE), EARN і EUnet. RIPE NCC був офіційно створений, коли голландська версія Статуту була затверджена в Амстердамі торговій палаті 12 листопада 1997 року. Перший план діяльності RIPE NCC був опублікований у травні 1991 року.

## Юрисдикція
RIPE NCC регулюється законодавством Нідерландів.